# Stesichora bipunctata
Stesichora bipunctata är en fjärilsart som beskrevs av Warren. Stesichora bipunctata ingår i släktet Stesichora och familjen Uraniidae. Inga underarter finns listade i Catalogue of Life.